# Denise Péron
Denise Marie Péron, född 12 februari 1925 i Boulogne-sur-Mer, Hauts-de-France, död 19 juli 1996 i Créteil, Île-de-France, var en fransk skådespelerska.

## Roller i urval
- 1962 – Söndagarna med Cybèle
- 1967 – Två på väg
- 1971 – Kärleken är dyster, kärleken är glad
- 1974 – Leva tillsammans
- 1975 – Död och pina
- 1977 – Man kallade honom sheriffen
- 1977 – Pepparmint soda
- 1983 – Danton
- 1987 – En sommar för livet
- 1989 – Moulin (TV-serie)